# A BEST〜Rolling 50
『A BEST〜Rolling 50』（エイ・ベスト・ローリング・フィフティ）は、中村あゆみ6枚目のベスト・アルバム。2016年12月7日、ワーナーミュージック・ジャパンから発売。規格品番はWPZL-31242/43（初回限定盤）WPCL-12455（通常盤）。

## 解説
中村の生誕50周年記念盤は過去30年間の楽曲から選曲した13曲を「楽曲発表当時のサウンドに今のボーカルを乗せて歌う」8曲と「サウンド・ボーカルとも新録音」5曲の二手に分け既存楽曲の新たな魅力を引き出したセルフカバー・アルバムであり新曲も2曲収録。「ともだち」は新歌詞で収録。

## リリース
本作の発売形態は2016年9月18日にマウントレーニアホール渋谷で開催された「AYUMI NAKAMURA HOPPING LIVE 2016 REUNION」公演の模様をフルサイズで収録したDVD同梱の初回限定盤と通常盤の2形態。

## 収録曲

### DISC.1
- 楽曲発表当時のサウンドに今のボーカルで新録音➡☆
- サウンド・ボーカルとも新録音➡※

1. 翼の折れたエンジェル（新録Version）☆
2. 真夜中にラナウェイ（新録Version）☆
3. 金曜日のバレリーナ（新録Version）☆
4. ちょっとやそっとじゃCan't Get Love（新録Version）☆
5. ONE HEART（新録Version）※
6. Rolling Age（新録Version）☆
7. ともだち（新録Version）※
8. It's All right（新録Version）☆
9. BROTHER（新録Version）☆
10. HERO（新録Version）☆
11. 同じ空の下で（新録Version）
12. 君が光になるとき（新曲）
13. Cry Baby（新録Version）※
14. オリーブの花（新曲）
15. Cry（新録Version）※

### DISC.2
- 『AYUMI NAKAMURA HOPPING LIVE 2016 REUNION』（2016.9.18【日】マウントレーニアホール渋谷）

1. HERO
2. BROTHER
3. ちょっとやそっとじゃCan't Get Love
4. 同じ空の下で
5. Rolling Age
6. ONE HEART
7. ともだち
8. やせっぽっちのジョニーE.
9. Tokyo City Serenade
10. 真夜中にラナウェイ
11. 涙のTwistin' Heart
12. Come Back（To My Home Town）
13. ダンスで街にくり出そう（Do you wanna dance）
14. Cry Baby
15. 悲しみの詩
16. オリーブの花
17. Cry
18. （アンコール）　翼の折れたエンジェル
19. （アンコール）　君が光になるとき
20. （アンコール）　It's All right
21. （ミュージック・ビデオ）　翼の折れたエンジェル ーBALLADE－